# أدلكيس من بينيفنتو

رمز أدلكيس على الدينارو

كان أدلكيس ابن رادكليس الأول أمير بينيفينتو كما كان خليفة أخيه رادلغار في 854م.